# Do It Yourself!!
Do It Yourself!! (яп. どぅー・いっと・ゆあせるふ!! Ду: итто юасэруфу!!, «Сделай сама!») — оригинальный аниме-сериал производства студии Pine Jam. Транслировался с октября по декабрь 2022 года на TV Tokyo и других телеканалах. Адаптация аниме-сериала в формате манги публиковалась в сервисе цифровой манги Manga Up! издательства Square Enix с октября 2022 по июль 2023 года и была издана в трёх томах-танкобонах. В 2023 году сюжет аниме был адаптирован в формат дорамы, трансляция которой проходила с июля по август этого же года.

## Сюжет
Вечно витающая в облаках Сэруфу и прилежная Мику живут в соседних домах и всю жизнь играли вместе. Но Сэруфу не удалось поступить в престижную старшую школу, куда прошла Мику, поэтому последняя на неё обиделась. В попытках помириться Сэруфу решает построить скамейку, похожую на ту, что раньше стояла во дворе Мику и на которой они провели почти всё детство. Это приводит её в школьный кружок DIY, которым заправляет починившая за день до того велосипед Сэруфу старшеклассница Рэй. Той как раз нужно набрать ещё четверых участников, иначе кружок распустят, и растяпа Сэруфу, которой любое касание рабочих инструментов грозит травмами, становится первой из них...

## Персонажи
Сэруфу Юа (яп. 結愛 せるふ Юа Сэруфу)
Сэйю: Кономи Инагаки; исполнение роли: Хинано Камимура
Мику Суридэ (яп. 須理出 未来 Суридэ Мику) / Пурин (яп. ぷりん)
Сэйю: Кана Итиносэ; исполнение роли: Иори Ногути
Рэй Ясаку (яп. 矢差暮 礼 Ясаку Рэй) / Курэй (яп. くれい)
Сэйю: Аянэ Сакура; исполнение роли: Акихо Морияма
Такуми Хикагэ (яп. 日蔭 匠 Хикагэ Такуми) / Такуми (яп. たくみ)
Сэйю: Адзуми Ваки; исполнение роли: Кокоро Хирасава
Кокоро Коки (яп. 幸希 心 Ко:ки Кокоро) / Си (яп. しー Си:)
Сэйю: Карин Такахаси; исполнение роли: Май Кикути
Джульетта Куин Элизабет VIII (яп. ジュリエット・クイーン・エリザベス8世 Дзюриэтто Куи:н Эридзабэсу Хатисэй) / Джобко (яп. ジョブ子 Дзёбуко)
Сэйю: Нитика Омори; исполнение роли: Сидзуку Ота
Харуко Хокэцу (яп. 法華津 治子 Хокэцу Харуко)
Сэйю: Юми Какадзу
Мать Сэруфу (яп. せるふの母 Сэруфу но хаха)
Сэйю: Кикуко Иноуэ

## Медиа

### Манга
Об адаптации аниме-сериала в формат манги было объявлено 18 сентября 2022 года. Манга, написанная и проиллюстрированная Коюбитой Бэру, публиковалась в сервисе цифровой манги Manga Up! издательства Square Enix с 4 октября 2022 по 11 июля 2023 года. Всего главы манги были скомпонованы в три тома-танкобона.

#### Список томов
| №  | Дата публикации   | ISBN                   |
| -- | ----------------- | ---------------------- |
| 01 | 7 ноября 2022 г.  | ISBN 978-4-7575-8234-7 |
| 02 | 7 марта 2023 г.   | ISBN 978-4-7575-8438-9 |
| 03 | 7 августа 2023 г. | ISBN 978-4-7575-8716-8 |

### Аниме
О начале производства аниме-сериала было объявлено 25 марта 2021 года. Производством аниме-сериала занялась студия Pine Jam, в качестве режиссёра выступил Кадзухиро Ёнэда, сценаристом стал Кадзуюки Фудэясу, дизайнером персонажей — Юсукэ Мацуо, а композитором — Рёхэй Сатака. Предпремьерный показ первых двух серий состоялся 18 сентября 2022 года в токийском кинотеатре Shinjuku Wald 9. Аниме-сериал транслировался с 6 октября по 22 декабря 2022 года на телеканалах TV Tokyo, AT-X, BS11 и NST. Начальная музыкальная тема аниме-сериала — «Dokidoki Idea wo Yoroshiku!» (яп. どきどきアイデアをよろしく！ Докидоки айдэа о ёросику!, «Ждём восхитительных идей!»), исполненная Кономи Инагаки, Каной Итиносэ, Аянэ Сакурой, Адзуми Ваки, Карин Такахаси и Нитикой Омори; завершающая — «Tsuzuku Hanashi» (яп. 続く話 Цудзуку Ханаси, «Продолжающийся рассказ»), исполненная Кономи Инагаки и Каной Итиносэ.
За пределами Азии аниме-сериал лицензирован сервисом Crunchyroll. На русском языке аниме-сериал лицензирован Crunchyroll под названием «Сделай сама!».

#### Список серий
| №  | Название | Режиссёр        | Премьера в Японии  |
| -- | --- | --------------- | ------------------ |
| 01 | Что такое DIY? «Ди: Ай Вай ттэ, до: иу яцу?» (DIYって、どー・いう・やつ？) | Кадзухиро Ёнэда | 6 октября 2022 г.  |
| 02 | Сделай сама — значит «С кем-то вместе»? «Ди: Ай Вай ттэ, дарэка то иссё ни яру ттэ кото?» (DIYって、だれかと・いっしょに・やるってこと？) | Мэгуми Сога     | 13 октября 2022 г. |
| 03 | DIY — значит «Откуда ты взялась»? «Ди: Ай Вай ттэ, до:ситэ икинари яттэкита?» (DIYって、どうして・いきなり・やってきた？) | Ёсико Окуда     | 20 октября 2022 г. |
| 04 | DIY — значит «Тебе комфортно где угодно» «Ди: Ай Вай ттэ, докодэмо игокоти ёку нару ё» (DIYって、どこでも・いごこち・よくなるよ) | Юки Ёнэмори     | 27 октября 2022 г. |
| 05 | DIY — значит «Найти место по сердцу» «Ди: Ай Вай ттэ, доко ка ни ибасё га ё:яку» (DIYって、どこかに・いばしょが・ようやく) | Эри Ирэи        | 3 ноября 2022 г.   |
| 06 | DIY — значит «Даже барахло может пригодиться!» «Ди: Ай Вай ттэ, до:дэмо ий моно яку ни тацу!» (DIYって、どうでも・いいもの・やくにたつ！) | Наоя Андо       | 10 ноября 2022 г.  |
| 07 | DIY — значит «Даже в дождь можно мастерить до́ма!» «Ди: Ай Вай ттэ, дзимэдзимэ ситэтара иэдэ ярэба ий нэ» (DIYって、ぢめぢめしてたら・いえで・やればいいね)                                                                                    | Такаси Андо     | 17 ноября 2022 г.  |
| 08 | DIY — значит «Не можешь? Конечно же можешь!» «Ди: Ай Вай ттэ, дэкинай? Ийэ! Ярэмасутомо!» (DIYって、できない？・いいえ！・やれますとも！) | Ёсицугу Кимура  | 24 ноября 2022 г.  |
| 09 | DIY — значит «Шок! Удивление! Внезапность!» «Ди: Ай Вай ттэ, доккири? Игай! Ётэйгай!» (DIYって、どっきり？・いがい！・よていがい！) | Мэгуми Сога     | 1 декабря 2022 г.  |
| 10 | DIY — значит «Надежды нет? Всё пропало? Смелость и решимость всегда помогут!» «Ди: Ай Вай ттэ, дондзоко? Инпоссибуру? Ю:ки то яруки га арэба нандэмо дэкиру!» (DIYって、どんぞこ？・いんぽっしぶる？・ゆうきとやるきがあればなんでもできる！) | Кэнто Накагоми  | 8 декабря 2022 г.  |
| 11 | DIY — значит «Сделай это сама»! «Ди: Ай Вай ттэ, ду: итто юасэруфу!» (DIYって、どぅー・いっと・ゆあせるふ！) | Хидэюки Сатакэ  | 15 декабря 2022 г. |
| 12 | DIY — значит «Друзья всегда и навсегда!» «Ди: Ай Вай ттэ, донна токи мо ицу мадэ мо ю:дзё:!» (DIYって、どんなときも・いつまでも・ゆうじょう！)                                                                                                | Кэнто Накагоми  | 22 декабря 2022 г. |

### Дорама
Об адаптации сюжета аниме-сериала в формат дорамы было объявлено 11 апреля 2023 года. На должность режиссёра дорамы был назначен Мамору Ёсино, а сценаристом стал Масатоси Накамура. Роль Сэруфу сыграла Хинано Камимура, участница женской идол-группы Hinatazaka46; на роль Мику Суридэ была утверждена Иори Ногути из гёрл-группы =LOVE. Трансляция дорамы проходила с 4 июля по 30 августа 2023 года в программном блоке Dramaism телеканала MBS. Начальная музыкальная тема дорамы — «Kanazuchi» (яп. カナヅチ Канадзути, «Молоток»), исполненная группой Hockrockb; завершающая — «Attitude», исполненная Коханой Лам.

## Награды и номинации
| Год  | Награда                  | Результат | Категория                             | Номинант         | Прим.  |
| ---- | ------------------------ | --------- | ------------------------------------- | ---------------- | ------ |
| 2023 | Reddit Anime Awards      | Номинация | Аниме года                            | Do It Yourself!! | [ 21 ] |
| 2023 | Reddit Anime Awards      | Победа    | Лучший дизайн персонажей (выбор жюри) | Do It Yourself!! | [ 22 ] |
| 2024 | Crunchyroll Anime Awards | Номинация | Лучшая повседневность                 | Do It Yourself!! | [ 23 ] |
| 2024 | Crunchyroll Anime Awards | Номинация | Лучшее оригинальное аниме             | Do It Yourself!! | [ 23 ] |